# Албрехт IV фон Еверщайн
Албрехт IV (Алберт III) фон Еверщайн (на немски: Albrecht IV (Albert III) von Everstein; * 1170; † 19 септември 1214) е граф на Еверщайн в Долна Саксония.

## Произход
Той е син на граф Албрехт III фон Еверщайн († 1197/1202) и съпругата му Рикса Полска († 1185), вдовица на крал Алфонсо VII от Кастилия († 1157), дъщеря на полския крал Владислав II († 1159) и Агнес фон Бабенберг Австрийска († 1157). Внук е на граф Албрехт (Адалберт) I фон Еверщайн († сл. 1122) и Юта фон Шваленберг († сл. 1162).

## Фамилия
Първи брак: името на първата му жена не е известно. Те имат децата:
- Херман I фон Еверщайн († 1272), граф фон Еверщайн-Поле, женен за Хедвиг Якобсдотер († 6 юни 1266)
- Лудвиг I 'Стари', граф фон Еверщайн († 15 септември 1284), женен за Адела фон Глайхен († 1266), дъщеря на граф Ламберт II фон Глайхен-Тона
- Конрад (IV), граф фон Еверщайн († 14 октомври 1256), женен I. за Лутгард († пр. 14 февруари 1243), II. сл. 1243 г. за Ерментруд фон Дасел († сл. 1253)
- Ото 'Стари' граф фон Еверщайн († 27 октомври 1270), приор на Св. Серваций в Маастрихт (1218 – 1222), в Св. Мария в Аахен (1218 – 1238, 1243 – 1270), електор в Лиеж (1238 – 1241), приор в Св. Андреас в Кьолн (1240, 1249 – 1250, 1270), каноник в Св. Ламберт в Лиеж (1249 – 1251), архдякон (1266) и приор в Ксантен (1266 – 1270)
- Фридрих фон Еверщайн († сл. 12 май 1261), приор в Ньортен (1222 – 1261), домхер в Хилдесхайм (1232), приор в Хамелн (1234 – 1261)

Втори брак: между 1198 и 1202 г. за Агнес Баварска фон Вителсбах (* ок. 1149; † сл. 1219), вдовица на вилдграф Герхард I фон Кирбург († сл. 1198), дъщеря на пфалцграф Ото VII фон Вителсбах († 1189) и Бенедикта фон Вьорт. Те имат децата:
- Ото I фон Еверщайн († сл. 1282), женен за Ермгард/Ирмгард фон Арнщайн († 1243), дъщеря на граф Валтер III фон Арнщайн († сл. 1199)
- София фон Евершайн († сл. 1272), омъжена ок. 1227 г. за граф Херман I фон Волденберг-Харцбург († 1243/1244)
- Бенедикта фон Евершайн († сл. 1283), омъжена за Готшалк фон Плесе († сл. 1247)
- Хайнрих фон Евершайн († сл. 1225)
- Алберт фон Евершайн († сл. 1260), приор на Св. Петър в Гослар (1230 – 1259, домхер в Хилдесхайм (1232), приор на светия Крос в Хилдесхайм (1250 – 1260)
- Адела фон Евершайн († сл. 5 май 1233), омъжена за граф Буркард III фон Шарцфелд-Лаутерберг III фон Шарцфелд-Лаутерберг († 1230/1233)
- Кеменция фон Евершайн († сл. 1255/пр. 1257), графиня в Нинофер, омъжена пр. 15 май 1231 г. за граф Лудолф IV фон Дасел († ок. 1223)